# وستفیلد (نیوجرسی)
وستفیلد (به انگلیسی: Westfield) شهری در ایالت نیوجرسی کشور ایالات متحده آمریکا است که جمعیت آن در سرشماری سال ۲۰۱۰ میلادی، ۳۰٬۳۱۶ نفر بوده‌است.